# Валландер (телесериал, Швеция)
«Валла́ндер» (швед. Wallander, [valˈlanːdər]) — шведский телесериал, основанный на серии романов Хеннинга Манкеля о комиссаре Курте Валландере. Заглавную роль исполнил Кристер Хенрикссон.
Первый сезон из тринадцати серий был снят в 2005 и 2006 году; сезон снят точно по книге с некоторыми сюжетными линиями, предложенными самим Манкелем. Второй сезон также из тринадцати серий был показан в 2009 и 2010 годах. Действие происходит в Истаде на юге Швеции. Три серии первого сезона (#1, #6 и #13) были показаны в кинотеатрах, а остальные выпущены на DVD-дисках. В январе 2009 года премьерная серия второго сезона была показана в кинотеатрах Швеции; оставшиеся серии были выпущены в телеэфир. В третьем и последнем сезоне, состоящим из шести полуторачасовых серий, Шарлотта Юнсон заменила умершую Юханну Селльстрём в роли Линды Валландер. Первый эпизод третьего сезона, основанный на романе «Беспокойный человек» был выпущен в кинотеатрах в январе 2013 года.

## Актёрский состав
| Актёр               | Персонаж          | Эпизоды | Сезоны    | Сезоны    | Сезоны    |
| Актёр               | Персонаж          | Эпизоды | 1         | 2         | 3         |
| ------------------- | ----------------- | ------- | --------- | --------- | --------- |
| Кристер Хенрикссон  | Курт Валландер    | 32      | Регулярно | Регулярно | Регулярно |
| Юханна Селльстрём   | Линда Валландер   | 13      | Регулярно |           |           |
| Шарлотта Юнсон      | Линда Валландер   | 6       |           |           | Регулярно |
| Ола Рапас           | Стефан Линдман    | 13      | Регулярно |           |           |
| Матс Бергман        | Нюберг            | 32      | Регулярно | Регулярно | Регулярно |
| Фредерик Гуннарссон | Свартман          | 32      | Регулярно | Регулярно | Регулярно |
| Дуглас Юханссон     | Мартинссон        | 25      | Регулярно | Регулярно | Регулярно |
| Стина Экблад        | Карин Линдер      | 24      | Регулярно | Регулярно | Регулярно |
| Ангела Ковач        | Энн-Бритт Хёглунд | 7       | Регулярно |           |           |
| Марианне Мёрк       | Эбба              | 24      | Регулярно | Регулярно | Регулярно |
| Йёран Аронссон      | Грёнквист         | 12      | Регулярно |           |           |
| Лена Эндре          | Катарина Альселль | 13      |           | Регулярно |           |
| Нина Заньяни        | Изабель Мелин     | 12      |           | Регулярно |           |
| Сверрир Гуднасон    | Понтус Хёйер      | 12      |           | Регулярно |           |

## Награды и номинации
В 2009 году сериал был номинирован на Crime Thriller Awards, премию британского телеканала ITV3 и Ассоциации писателей-криминалистов, а в 2010 году выиграл эту награду.

## Эпизоды
| Сезон | Сезон | Эпизоды | Эпизоды | Оригинальная дата показа | Оригинальная дата показа |
| Сезон | Сезон | Эпизоды | Эпизоды | Премьера сезона          | Финал сезона             |
| ----- | ----- | ------- | ------- | ------------------------ | ------------------------ |
|       | 1     | 13      | 13      | 14 января 2005           | 10 ноября 2006           |
|       | 2     | 13      | 13      | 9 января 2009            | 21 июля 2010             |
|       | 3     | 6       | 6       | 11 января 2013           | 30 июля 2013             |